# Șeinoiu, Călărași
Șeinoiu este un sat în comuna Tămădău Mare din județul Călărași, Muntenia, România.